# The IMF's
The IMF's, eller The International Motherfuckers är ett amerikanskt funkrockband, bildat på 2000-talet av Stevie Salas, på gitarr och sång, och Bernard Fowler på sång. Bandet består, förutom av Salas och Fowler, också av Dave Abruzzese (trummor) och Jara Slapbak (bas).